# Apartadero Comodoro Py
El Apartadero Comodoro Py es un desvío/apartadero, antigua estación ferroviaria, del ramal ferroviario que une la mina de carbón de Río Turbio con el puerto de Punta Loyola, cerca de Río Gallegos, en el departamento Güer Aike de la Provincia de Santa Cruz (Argentina). El apartadero permite el cruce de trenes con doble vía.
La estación se inauguró en el año 1951. Originalmente se llamó El Zurdo, por el arroyo tributario del río Gallegos que cruza la vía a unos 6 km al este de la estación y da nombre genérico a la zona (“Pampa El Zurdo” o “Pampa del Zurdo”). El nombre actual le fue otorgado en honor al Comodoro Luis Py, un marino argentino de origen español, que participó en las guerras civiles argentinas, así como en la Guerra del Paraguay y en la defensa de la Patagonia para la Argentina. En particular, se desempeñó como jefe de una expedición a la Patagonia que en el año 1879 desplegó la bandera argentina en el Cerro Misioneros, ubicado en la margen norte del río Santa Cruz, cerca de la actual localidad de  Puerto Santa Cruz. De esta forma afirmó los derechos argentinos sobre esta parte de la costa patagónica que eran también reclamados por Chile. Falleció en Buenos Aires el 22 de febrero de 1884.
La estación forma parte del Ramal Ferro-Industrial de Río Turbio, que une la mina de Río Turbio, en la Cordillera de los Andes y cercana al límite con Chile, con el puerto de Punta Loyola, en cercanías de Río Gallegos. Se trata de un ramal de trocha angosta (750 mm) perteneciente a YCF (Yacimientos Carboníferos Fiscales, actual YCRT) y funciona actualmente sólo para el transporte de carbón.